# Premio Amalfi
Premio Europeo Amalfi per la Sociologia e le Scienze Sociali (Europæisk Amalfipris for Sociologi og Socialvidenskaber, forkortet Premio Amalfi) er en anset italiensk pris inden for socialvidenskaberne. Den blev indstiftet i 1987 på foranledning af Sektionen for sociologiske teorier og social forandring under det Italienske selskab for sociologi. Prisen uddeles hvert år i Amalfi til forfatteren af en monografi, som er udkommet inden for de seneste to år, og som har ydet et betydningsfuldt bidrag til sociologien.
Prisuddelingen finder sted i forbindelse med et internationalt, sociologisk møde. Prismodtagerne bliver udvalgt af et Comitato Scientifico. (I [2007] bestående af: Allessandro Cavalli, Gerardo Delanty, Salvador Giner, Michel Maffesoli, Carlo Mongardini (Vorsitz), Hans Peter Müller, Birgitta Nedelmann, Richard Sennett, Piotr Sztompka og Michel Wieviorka. – Tidligere medlemmer er bl.a. Margaret Archer, Anthony Giddens, Karl-Siegbert Rehberg og Friedrich H. Tenbruck.)
Prisen kan deles mellem flere. I 1999 blev der tilføjet en prisuddeling hvert andet år for en fremragende førsteudgivelse, opkaldt efter Norbert Elias, der havde modtaget Premio Amalfi som den første. Desuden findes der andre priser i forskellige kategorier.

## Prismodtagere
- 1987: Norbert Elias for Die Gesellschaft der Individuen
- 1988: Serge Moscovici for La machine à faire des dieux
- 1989: Zygmunt Bauman for Modernity and the Holocaust
  - Bulzoni Editore ekstrapris: Michel Wieviorka for Société et terrorisme
- 1990: M. Rainer Lepsius og Wolfgang J. Mommsen som udgivere af Max Weber. Briefe 1906-1908
  - Bulzoni Editore ekstrapris: Nicole Lapierre for Le silence de la mémoire
- 1991: Louis Dumont for L'ideologie allemande
  - Bulzoni Editore ekstrapris: Philip Sarasin for Die Stadt der Bürger
- 1992: Ingen prisuddeling
  - Juryens ekstrapris: Carlo Triglia for Sviluppo senza autonomia
- 1993: Prisuddelingen udsat
- 1994: Charles Tilly for European Revolutions (1942-1992)
  - Juryens ekstrapris: Christoph Braun som udgiver af Max Weber. Musiksoziologie
- 1995: Raymond Boudon for Le juste et le vrai; 
  - François Furet, Le passé d'une illusion;
  - Peter-Ulrich Merz-Benz, Tiefsinn und Scharfsinn: Ferdinand Tönnies' begriffliche Konstitution der Sozialwelt
- 1996: Prisuddelingen udsat
- 1997: Niklas Luhmann for Die Gesellschaft der Gesellschaft og Martin Albrow for The Global Age
- 1998: Alain Touraine for Comment sortire du liberalisme og Richard Sennett for The Corrosion of Character: The Transformation of Work in Modern Capitalism
  - Luigi-Sturzo-ekstrapris for Politische Studien: Serge Latouche
  - Norbert-Elias-Amalfipris: David Lepoutre for Cœur de banlieue. Codes, rites et langages
- 1999: Prisuddelingen udsat
- 2000: Samuel N. Eisenstadt for Fundamentalism, Sectarism and Revolution
- 2001: John B. Thompson for Political Scandal. Power and Visibility in the Media Age
  - Luigi-Sturzo-ekstrapris for Politische Studien: Michael Th. Greven für Die politische Gesellschaft. Kontingenz und Dezision als Probleme des Regierens und der Demokratie
  - Norbert-Elias-Amalfipris: Wilbert van Vree for Meetings, Manners and Civilization: The Development of Modern Meeting Behaviour.
- 2002: Prisuddelingen udsat
- 2003: Ingen hovedprisuddeling
  - Norbert-Elias-Amalfipris: Nikola Tietze for Islamische Identitäten. Formen muslimischer Religiosität junger Männer in Deutschland und Frankreich
- 2004: Prisuddelingen udsat
- 2005: Ingen hovedprisuddeling
  - ("A Book for Europe 2004"): Suzanne Keller for Community Pursuing the dream, living reality
- 2006: Ingen hovedprisuddeling
  - ("A Book for Europe 2005"): Sergio Fabbrini for L'America e i suoi critici
- 2007: Prisuddelingen udsat
- 2008: Ingen hovedprisuddeling
  - ("A Book for Europe 2006"): Pierre Rosavallon for La contre-démocratie
- 2010: Gérard Bronner for La Pensée Extrêmee

## Weblinks
- Associazione Italiana di Sociologia (italiensk)